# Rec de Nèrvols
El Rec de Nèrvols és un curs d'aigua de l'Alta Cerdanya, a la Catalunya del Nord, que es forma en terme de Naüja i després travessa el terme de la Guingueta d'Ix, on s'aboca en el Segre.
Comença el seu curs a l'extrem nord-oest del terme de Naüja, per la unió del Rec de Puig Mentí amb el Rec de la Serra Mitjana. El seu curs és d'est a oest, molt lleugerament decantat al nord, llevat del tram final, en el qual es decanta cap cop més cap al nord-oest, fins que s'aboca en el Segre.
Entra en el terme de la Guingueta d'Ix pel seu extrem sud-est, al sud de l'Argelagosa, i al cap de poc rep per l'esquerra el Rec de Rigat, i al cap de poc, la Coma Cardera. Entra en el nucli urbà de la Guingueta d'Ix pel seu extrem sud-est, també, travessant el Camí d'Age i passant pel nord dels nous barris de la població situats a llevant de l'Estació de la Guingueta d'Ix i s'aboca en el Segre a prop al nord-est de la Casa del Comú de la Guingueta d'Ix i a ponent de la zona educativa i esportiva de la població. En conjunt, travessa una zona molt plana, de caràcter essencialment agrícola, llevant del darrer tram, en què entra en la població de la Guingueta d'Ix.